# UFC Fight Night: Overeem vs. Sakai
UFC Fight Night: Overeem vs. Sakai (também conhecido como UFC Fight Night 176 e UFC on ESPN+ 34) foi um evento de MMA produzido pelo Ultimate Fighting Championship no dia 5 de setembro de 2020, no UFC Apex em Las Vegas, Nevada.

## Background
Uma luta nos pesados entre Alistair Overeem e  Augusto Sakai é esperada para servir de luta principal do evento.
Uma luta no peso galo entre  Nicco Montaño e Julia Avila foi originalmente marcada para o UFC Fight Night: Lewis vs. Oleinik. Entretanto, devido ao treinador de montaño ter testado positivo para COVID-19, a luta foi remarcada para este evento.
Una luta no peso mosca feminino entre Maryna Moroz e Montana De La Rosa foi marcada para este evento. Entretanto, Moroz teve que se retirar da luta devido à problemas de documentação e foi substituída por Viviane Araújo.
Uma luta no peso leve entre Khama Worthy e Ottman Azaitar foi originalmente marcada para o UFC 249. Entretanto, o evento foi cancelado em abril devido à pandemia do COVID-19. A luta foi remarcada para este evento.
Uma luta no peso mosca feminino entre e Mara Romero Borella foi marcada para este evento. Entretanto, a organização decidiu adiar a luta para o UFC Fight Night: Covington vs. Woodley.
Uma luta no peso meio-pesado entre Ovince Saint Preux e Alonzo Menifield foi marcada para o UFC on ESPN: Munhoz vs. Edgar. Entretanto, a luta foi removida do card após Saint Preux testar positivo para COVID-19. A luta foi remarcada para este evento.

## Bônus da noite
Os lutadores receberam $ 50.000 de bônus:
- Luta da noite: Não houve lutas premiadas.
- Performance da noite:  Ovince St. Preux,  André Muniz,  Michel Pereira e   Brian Kelleher